# Оно Сьохей
Сьохей Оно (яп. 大野将平, нар. 3 лютого 1992, Префектура Ямаґуті, Японія) — японський дзюдоїст, олімпійський чемпіон 2016 та 2020 року, дворазовий чемпіон світу (2013 та 2015).

## Виступи на Олімпіадах
| Олімпіада           | Дисципліна | Місце |
| ------------------- | ---------- | ----- |
| Ріо-де-Жанейро 2016 | До 73 кг   | 1     |
| Токіо 2020          | До 73 кг   | 1     |